# جولشان
جولشان بيرقدار (بالتركية: Gülşen Bayraktar)‏ هي مغنية راب وكاتبة غنائية تركية (مواليد 29 مايو 1976 في الفاتح، إسطنبول)، بدأت مسيرتها الفنية عام 1996.

## حياتها
بدأت جولشان حياتها الفنية كمغنية بسيطة في الحانات، حيثُ كانت تدرس حينها في جامعة إسطنبول التقنية. وفي سنة 1995 أصبحت مغنية رئيسية لإحدى الحانات في إسطنبول. ومع مساعدة الملحن راكس قامت بانتاج أول ألبوم لها سنة 1996 "Oh man"، حقق الألبوما نجاحاً كبيراً.

## الألبومات
- يا رجل (1996)
- إذا كنت رجلاً (1998)
- الآن (2001)
- الوطن هو الحب والحب هو العالم (2006)
- مختلفة (2007)
- المقدمة (2009)
- هل يمنعني؟ (2013)
- بانجير (2015)

## روابط خارجية
- جولشان على موقع IMDb (الإنجليزية)
- جولشان على موقع ميوزك برينز (الإنجليزية)
- جولشان على موقع أول ميوزيك (الإنجليزية)
- جولشان على موقع ديسكوغز (الإنجليزية)